# Polygala pycnophylla
Polygala pycnophylla är en jungfrulinsväxtart som beskrevs av T. S. Brandegee. Polygala pycnophylla ingår i släktet jungfrulinssläktet, och familjen jungfrulinsväxter. Inga underarter finns listade i Catalogue of Life.